# Has (Albania)
Has è un comune albanese situato nella prefettura di Kukës.
Il comune è stato istituito in occasione della riforma amministrativa del 2015, unendo i comuni di Fajza, Gjinaj, Golaj e Krumë.